# Otto Wagner

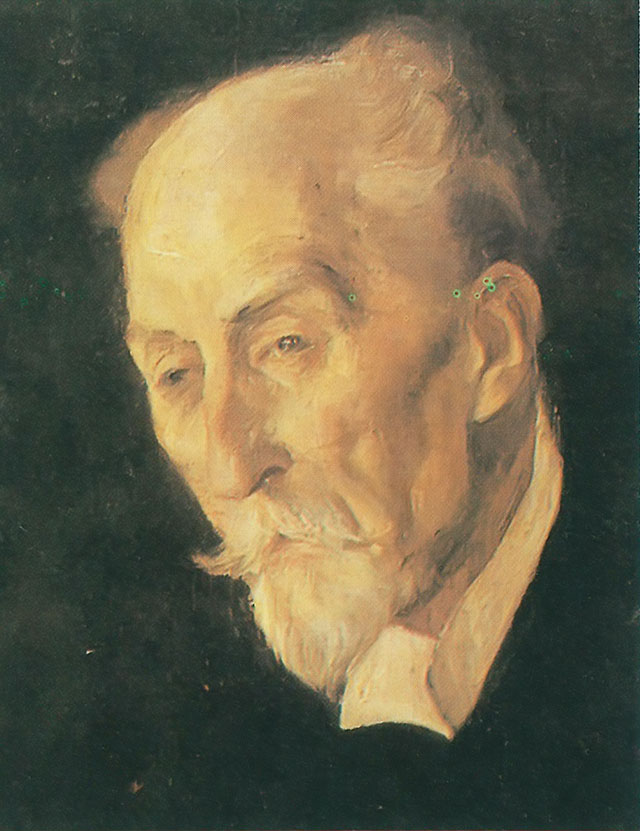
Otto Wagner

Otto Koloman Wagner (n. Penzing, 13 iulie 1841 – d. Viena, 11 aprilie 1918) a fost un arhitect și planificator urban austriac. Stilul său artistic se încadrează puternicului curent artistic Art Nouveau.

## Lucrări majore
Austria
- Floodgate, Nußdorf, Viena (1894)
- Stațiile de metrou din Viena
- Majolikahaus, Viena (1898–1899)
- Casa poștală din Viena (1894–1902)
- Biserica Steinhof, Viena (1903–1907)

Ungaria
- Sinagoga de pe strada Rumbach, Budapesta (1872)

## Articole conexe
- Art Nouveau
- Listă de artiști plastici și arhitecți austrieci
- Secesiunea vieneză